# Los Indios
Los Indios ist eine Town im Cameron County im US-Bundesstaat Texas. Die Ortschaft hat 1149 Einwohner auf einer Fläche von 4,5 km² und liegt auf 17 Metern Höhe. Sie liegt nahe dem Rio Grande unweit der mexikanischen Grenze. Zu einer eigenständigen Gemeindung wurde Los Indios durch die Eingliederung einer Wohnsiedlung in den 1970ern, durch die ein Mehrfaches an neuen Bewohnern hinzukam.

## Beschreibung
Los Indios liegt am US-Highway 281, 13 Kilometer südlich von Harlingen im südwestlichen Cameron County. Das Gebiet wurde im späten 18. Jahrhundert besiedlungstechnisch erschlossen. Erste Siedler waren Eugenio und Bartolomé Fernández, die vom neuspanischen Gouvernement eine Siedlungserlaubnis erhalten hatten. Das Gebiet war Teil des umstrittenen südtexanischen Territoriums, dass im 19. Jahrhundert sowohl Mexiko als auch die Republik Texas beanspruchten. Aufgrund der Seeblockade der Union nutzten die Konföderierten das Grenzgebiet zum Schmuggeln von Baumwolle und anderen Waren nach Mexiko. Im Jahr 1913 wurde eine Versandstelle in Los Indios eingerichtet. Im gleichen Jahr kamen ein Postamt sowie ein Gemischtwarenladen hinzu. Die Bevölkerung von Los Indios belief sich 1925 auf 25 Einwohner. Bis 1927 hatte diese sich auf 150 erhöht.
Auch in den Jahrzehnten danach blieb der Ort ein abgelegener Flecken. Im Jahr 1949 stellte die Eisenbahn den Betrieb in die Region ein. Zusätzlich zu schaffen machte der Gemeinde der Wegzug oder die Schließung ortsansässiger Unternehmen. 1955 wurde der Los Indios Independent School District mit dem San Benito Independent School District zusammengelegt. Die Bevölkerungsanzahl hatte sich bis 1990 auf knapp 700 Einwohner erhöht. Aufgrund des Anschlusses einer Wohnsiedlung pendelte bei den offiziellen Erhebungen 1990, 2000 und 2010 zwischen knapp 700 und über 1000.

## Demografie
Laut den Daten des United States Census Bureau aus dem Jahr 2016 betrug die Einwohnerzahl in diesem Jahr 1.019 Personen. 443 davon waren männlich, 576 weiblich. 759 Einwohner waren 18 Jahre oder älter, 260 Kinder oder Jugendliche, 171 älter als 65 Jahre. Der Altersmedian betrug 39 Jahre. 43 oder 4,3 % der Befragten bezeichneten sich als Weiße, 976 oder 95,8 % als Hispanic oder Latino. Das Medianeinkommen pro Haushalt belief sich laut Zensus-Angaben auf 23.800 US-Dollar (USD). Der ermittelte Einkommensmedian liegt deutlich sowohl unter demjenigen der USA insgesamt (53.000 USD) als auch dem für den Bundesstaat Texas (51.900 USD). Als Personen, die in Armut leben, wies der Zensus 23,7 % aus, als Personen ohne Krankenversicherung 33,6 %.